# Guerrilla Cambridge
Guerilla Cambridge mit Sitz im englischen Cambridge war ein britisches Entwicklungsstudio für Computerspiele.

## Beschreibung
Das Unternehmen ging aus der 1987 ins Leben gerufenen Spielesoftware-Abteilung von Logotron, einem britischen Hersteller von Lernsoftware, hervor. Mit der Übernahme Logotrons durch Pearson wurde die Abteilung in ein unabhängiges Unternehmen überführt und firmierte ab 1990 als Millennium Interactive. Millennium veröffentlichte sowohl eigenentwickelte Spiele, als auch Titel externer Spieleentwickler. Zu den bekanntesten Titeln dieser Phase zählten die Jump ’n’ Runs der Spielereihe James Pond. 1996 zeichnete Millennium Interactive einen Entwicklungsabkommen mit dem Konsolenhersteller Sony für den kommenden PlayStation-Titel MediEvil. Ebenfalls 1996 erschien Creatures, ein auf Entwicklungsarbeiten des Programmierers Steven Grand zum Thema künstliche Intelligenz basierendes Spiel, das durch die dafür aus Millennium Interactive ausgegründete Firma Cyberlife Technology – später umbenannt zu Creature Labs – betreut wurde.
Am 15. Juli 1997 erwarb Sony schließlich Millennium Interactive von Cyberlife Technology und wandelte es als Sony Computer Entertainment Studio Cambridge in ein internes Entwicklerteam für sei um. Unter neuem Namen erschienen im selben Jahr zunächst noch die für Hasbro Interactive entwickelten PlayStation-Titel Beast Wars: Transformers und Frogger, 1998 schließlich MediEvil.
2012 restrukturierte Sony seine britischen Niederlassung, schloss die Bigbig Studios und ordnete Studio Cambridge seiner niederländischen Tochter Guerilla Games zu, um an einem Spiel der Killzone-Reihe für die Handheld-Konsole PlayStation Vita zu arbeiten. Im selben Jahr erfolgte die Umbenennung in Guerilla Cambridge. Killzone: Mercenary erschien im September 2013 und erhielt meist positive Kritiken. Es folgte im Oktober 2016 – als einer der Launchtitel für Sonys Virtual-Reality-Brille PlayStation VR – RIGS: Mechanized Combat League, der ebenfalls gute Kritiken erhielt. Da beide Titel jedoch für Plattformen mit geringer Verbreitung erschienen, blieben größere kommerzielle Erfolge aus. Im Januar 2017 kündigte Sony die Schließung des Studios an.

## Veröffentlichte Spiele

### Als Logotron Entertainment
| Jahr | Titel                          | Plattform                                                         |
| ---- | ------------------------------ | ----------------------------------------------------------------- |
| 1987 | Xor                            | Acorn Electron, Amiga, Atari ST, BBC Micro, C64, CPC, ZX Spectrum |
|      | Geordie Racer                  | BBC Micro                                                         |
| 1988 | Quadralien                     | Amiga, Atari ST, DOS                                              |
| 1988 | Sargon III                     | Amiga, Atari ST                                                   |
| 1988 | Star Goose!                    | Amiga, Atari ST, DOS                                              |
| 1989 | Archipelagos                   | Amiga, Atari ST, DOS                                              |
| 1989 | The Eye of Horus               | Amiga, Atari ST, C64, DOS                                         |
| 1989 | Prospector in the Mazes of Xor | Amiga                                                             |
| 1989 | Starblaze                      | Amiga                                                             |
| 1989 | Bad Company                    | Amiga, Atari ST                                                   |

### Als Millennium Interactive
| Jahr | Titel                                                                      | Plattform                                    |
| ---- | -------------------------------------------------------------------------- | -------------------------------------------- |
| 1990 | Kid Gloves                                                                 | Amiga, Atari ST                              |
| 1990 | Cloud Kingdoms                                                             | Amiga, Atari ST, DOS, C64                    |
| 1990 | James Pond: Underwater Agent                                               | Amiga, Atari ST, Archimedes                  |
| 1990 | Manix                                                                      | Amiga, Atari ST                              |
| 1990 | Resolution 101                                                             | Amiga, Atari ST, DOS                         |
| 1990 | Thunderstrike                                                              | Amiga, Atari ST, DOS                         |
| 1990 | Warlock: The Avenger                                                       | Amiga, Atari ST, C64                         |
| 1990 | Yolanda: The Ultimate Challenge                                            | Amiga, Atari ST                              |
| 1990 | Horror Zombies from the Crypt                                              | Amiga, Atari ST, DOS                         |
| 1991 | The Adventures of Robin Hood                                               | Amiga, Atari ST, DOS                         |
| 1991 | James Pond 2: Codename RoboCod                                             | Amiga, Atari ST, C64, CD32, DOS, SNES        |
| 1991 | Moonshine Racers                                                           | Amiga, Atari ST, DOS                         |
| 1991 | Stormball                                                                  | Amiga, Atari ST                              |
| 1991 | Strike 2                                                                   | DOS                                          |
| 1992 | The Aquatic Games                                                          | Amiga, Mega Drive, SNES                      |
| 1992 | Global Effect                                                              | Acorn Archimedes, Amiga, Atari ST, CD32, DOS |
| 1992 | Kid Gloves II: The Journey Back                                            | Amiga, Atari ST                              |
| 1992 | Rome AD92: The Pathway to Power                                            | Amiga, DOS                                   |
| 1992 | Steel Empire                                                               | Amiga, Atari ST, DOS                         |
| 1993 | Brutal Football: Brutal Sports Series                                      | Amiga, DOS, CD32, Jaguar                     |
| 1993 | Diggers                                                                    | Amiga, CD32, Archimedes, DOS                 |
| 1993 | Morph                                                                      | Amiga, CD32, DOS, SNES                       |
| 1994 | James Pond 3: Operation Starfish                                           | Amiga, CD32, Mega Drive, SNES                |
| 1994 | Mr Blobby                                                                  | Amiga, DOS                                   |
| 1994 | Super Troll Islands                                                        | SNES                                         |
| 1994 | Vital Light                                                                | Amiga, CD32                                  |
| 1994 | Wild Cup Soccer                                                            | Amiga, CD32                                  |
| 1995 | Daughter of Serpents                                                       | DOS                                          |
| 1995 | Defcon 5                                                                   | DOS, PlayStation, Saturn, 3DO                |
| 1995 | Diggers 2: Extractors (alternativ: Extractors: The Hanging Worlds of Zarg) | DOS                                          |
| 1995 | Pinkie                                                                     | Amiga                                        |
| 1995 | Silverload                                                                 | DOS, PlayStation                             |
| 1996 | Deadline                                                                   | DOS                                          |

### Als SCE Studio Cambridge
| Jahr | Titel                    | Plattform            |
| ---- | ------------------------ | -------------------- |
| 1997 | Beast Wars: Transformers | PlayStation          |
| 1997 | Frogger                  | PlayStation          |
| 1998 | MediEvil                 | PlayStation          |
| 2000 | MediEvil 2               | PlayStation          |
| 2001 | C-12: Final Resistance   | PlayStation          |
| 2003 | Primal                   | PlayStation 2        |
| 2003 | Ghosthunter              | PlayStation 2        |
| 2005 | MediEvil: Resurrection   | PlayStation Portable |
| 2006 | 24: The Game             | PlayStation 2        |
| 2009 | LittleBigPlanet          | PlayStation Portable |
| 2010 | TV Superstars            | PlayStation 3        |

### Als Guerrilla Cambridge
| Jahr | Titel                          | Plattform        |
| ---- | ------------------------------ | ---------------- |
| 2013 | Killzone: Mercenary            | PlayStation Vita |
| 2016 | RIGS: Mechanized Combat League | PlayStation 4    |